# Márcio Richardes
Márcio Richardes (ur. 30 listopada 1981) – brazylijski piłkarz występujący na pozycji pomocnika.

## Kariera klubowa
Od 1999 do 2014 roku występował w klubach Catarinense, Sorocaba, Coritiba, União São João, Itumbiara, Oeste, Criciúma, São Caetano, Marília, Albirex Niigata i Urawa Reds.